# الرابطة الشمالية المركزية للكليات والمدارس
الرابطة الشمالية المركزية للكليات والمدارس (بالإنجليزية: North Central Association of Colleges and Schools)‏ وتُعرف أيضًا اختصارًا باسم رابطة الشمال المركزية (أو اختصارًا: NCA)؛ منظمة تتكون من الكليات والجامعات والمدارس في 19 ولاية أمريكية تعمل في مجال الاعتماد التعليمي. كانت واحدة من ست هيئات اعتماد إقليمية في الولايات المتحدة وقد تم الاعتراف بلجنة التعليم العالي التابعة لها من قبل وزارة التعليم الأمريكية ومجلس اعتماد التعليم العالي (CHEA) كمعتمد إقليمي لمؤسسات التعليم العالي. حلت الرابطة في عام 2014. ودمجت وظائف اعتماد التعليم الابتدائي والثانوي للجمعية مع وظائف اعتماد التعليم ما بعد الثانوي المنوطة بلجنة التعليم العالي.

## روابط خارجية
- الموقع الرسمي